# Speloncato
 Speloncato  là một xã ở tỉnh Haute-Corse trên đảo Corse, Pháp. Xã này có diện tích 17,67 km², dân số năm 1999 là 222 người. Khu vực này có độ cao trung bình 600 mét trên mực nước biển.